# Khỉ cộc
Khỉ cộc (danh pháp: Macaca arctoides), còn gọi là Khỉ mặt đỏ là loài khỉ phân bố ở Nam Á và Đông Nam Á. Tại Ấn Độ, Khỉ cộc có ở phía nam sông Brahmaputra, thuộc vùng đông bắc nước này.

Khỉ cộc có chiều dài thân là 485–700 mm, dài đuôi là 30–50 mm, khối lượng từ 7 đến 18 kg. Bộ lông màu vàng nhạt, xám nhạt hoặc đen.

## Hình ảnh

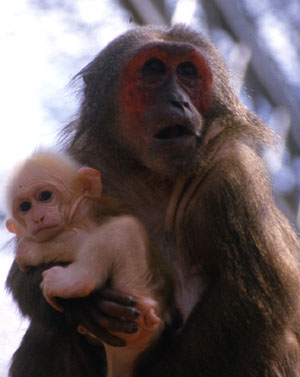
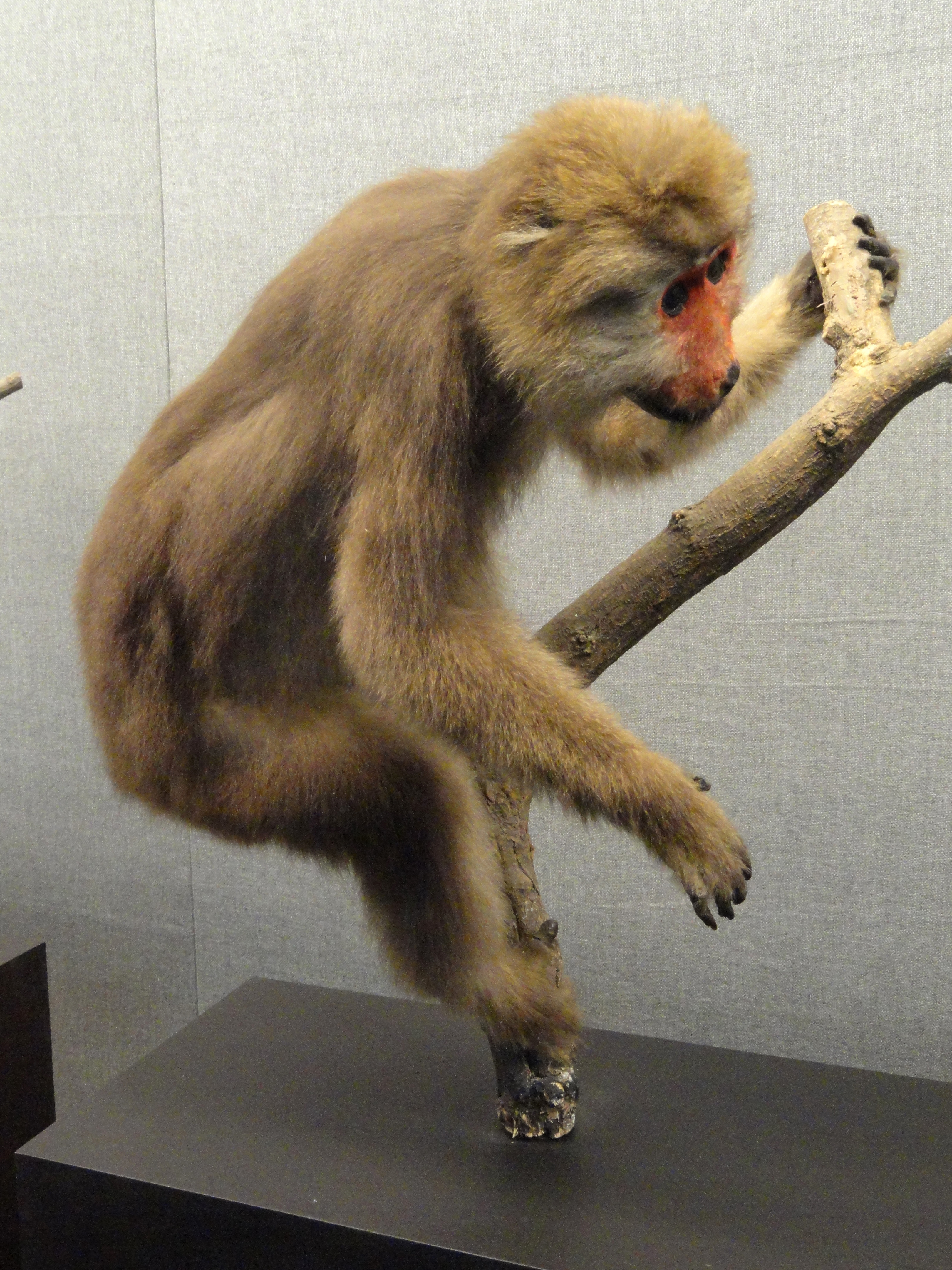
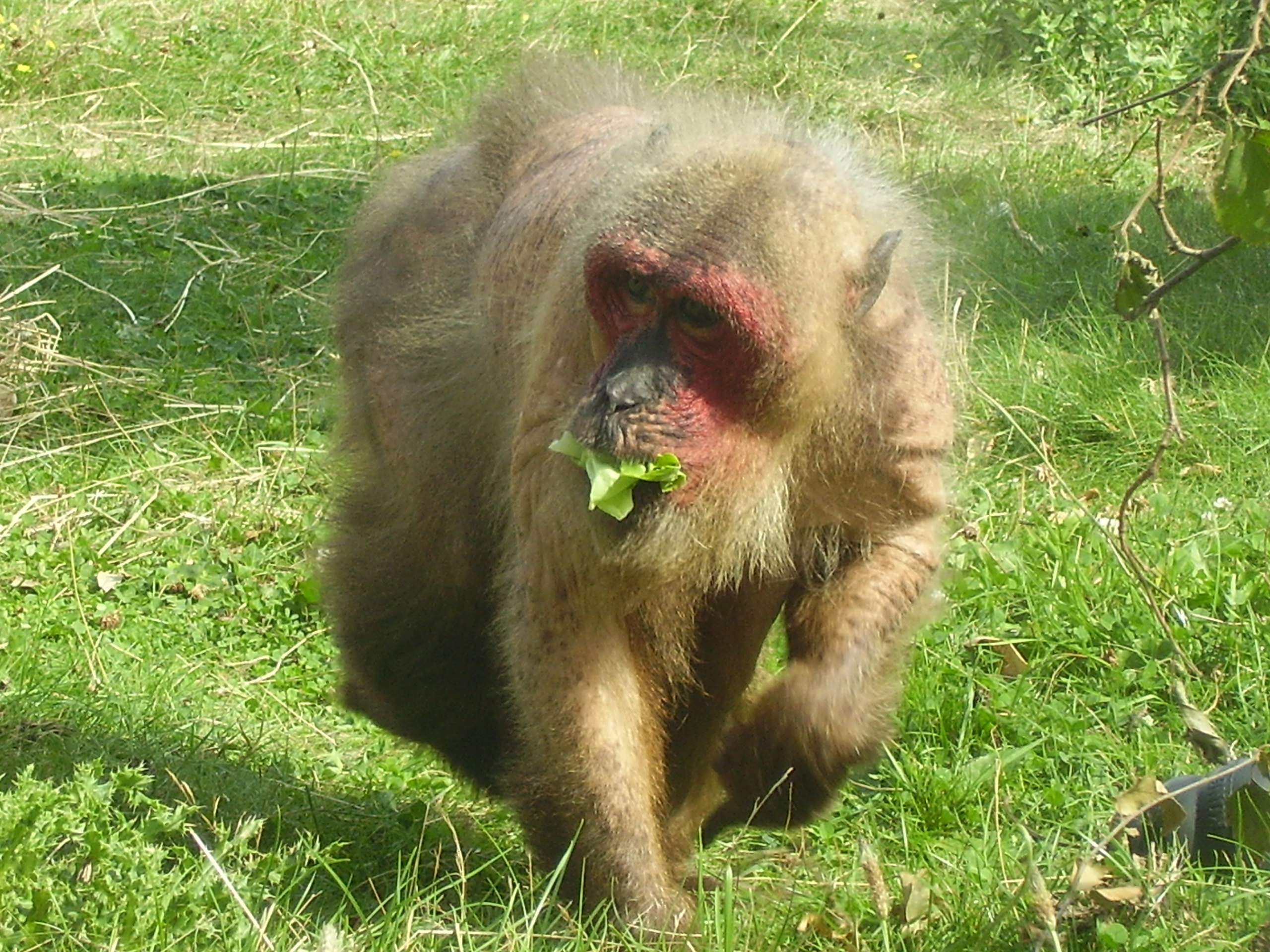
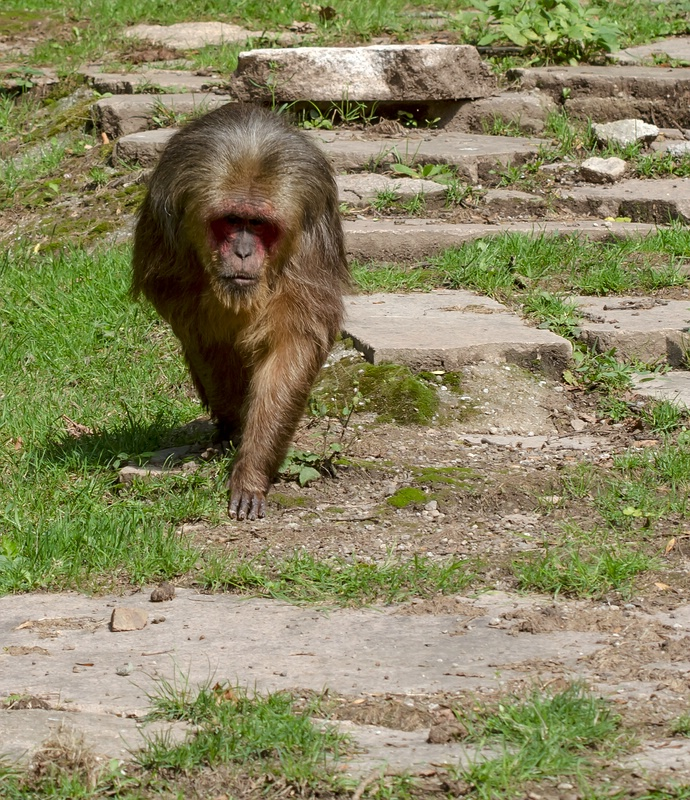